# Xanthopastis heterocampa
Xanthopastis heterocampa là một loài bướm đêm trong họ Noctuidae.